# Cyphopterum buenavistae
Cyphopterum buenavistae är en insektsart som beskrevs av Lindberg 1954. Cyphopterum buenavistae ingår i släktet Cyphopterum och familjen Flatidae. Inga underarter finns listade i Catalogue of Life.